# Народная гвардия имени Ивана Франко
Наро́дная гва́рдия и́мени Ива́на Франко́ — антифашистская подпольная организация во Львове и, в целом, в галицких областях (Львовская, Дрогобычская, Тернопольская, Ивано-Франковская), действовавшая во время гитлеровской оккупации в 1942—1944 годах. Организация выбрала имя украинского писателя-социалиста Ивана Франко.
Народная гвардия имени Ивана Франко была образована во Львове членами ВКП(б), Польской рабочей партии (ППР) и бывшими членами распущенной компартии Западной Украины. Организаторами и руководителями Народной гвардияии были Н. Д. Березин, И. П. Вовк, Т. А. Гаевский, В. А. Грушин, И. В. Дубас, Кароль Курилюк, И. П. Курилович, П. П. Перчинский, А. П. Полубяк, Е. Г. Цибрух и другие. Руководящим центром «Народная гвардия» являлся Военный совет, организация имела устав и текст присяги. Организация объединяла более 600 человек.
Подпольщики издавали газеты и листовки на украинском и польском языках, с призывами к борьбе против гитлеровцев, а также украинских и польских националистов. В составе Народной гвардии имени И. Франко были партизанские отряды, 7 организаций и боевых групп.
Одним из руководителей организации был участковый уполномоченный 1-го участка милиции Львова И. Вовк. Подпольщики сожгли фабрику «Ойкус», которая производила запасные части для немецких самолётов, вывели из строя шесть самолётов на аэродроме. Народогвардейцы пустили под откос свыше 30 эшелонов противника с техникой и живой силой, повредили 22 железнодорожных моста, разрушили 10 промышленных предприятий, 238 административных объектов, учреждений, бирж, полицейских постов, составов с оружием, топливом и зерном, уничтожили до полутора тысяч вражеских солдат и офицеров. С их помощью из лагерей военнопленных убежало свыше 600 красноармейцев.
Народная гвардия поддерживала связь с коммунистическим подпольем Болехова, Тлумача, подпольной еврейской организацией в городе Броды.
Члены Народной гвардии В. Н. Сергованцев, Д. Е. Цибрух, Е. Перебийнос возили в Болехов газеты и открытки, выполняли разные задачи руководящего центра. В феврале 1944 года после ареста во Львове ряда народогвардейцев В. Н. Сергованцев скрывался в Болехове, где и находился до прихода Красной Армии. В марте 1944 Народная гвардия установила связь с ЦК Коммунистической партии Украины и Украинским штабом партизанского движения. Несмотря на аресты и гибель части руководства, подпольная организация продолжала борьбу до прихода советских войск.

## Память
- В 1957—1990 годы нынешняя площадь Стефана Яворского во Львове носила название площади Народной гвардии имени Ивана Франко[9].
- В 1979 году на улице был установлен памятник членам организации — памятный знак борцам за Власть Советов (скульптор И. Садовский, архитектор А. Консулов), который был снесён в 1990-е по решению львовского городского совета.

## Отражение в искусстве
Киностудия имени Александра Довженко сняла фильм «Иванна» (режиссёр Виктор Ивченко) про судьбу девушки-патриотки, вступившей в ряды народной гвардии и погибшей от рук оккупантов.